# Santiago Luis Copello
Santiago Luis Copello (San Isidro, 7 de enero de 1880 - Roma, 9 de febrero de 1967) fue un prelado argentino de la Iglesia católica. Sirvió como arzobispo de Buenos Aires desde 1932 a 1959, y fue elevado al cardenalato en 1935.  Fue el segundo cardenal de la Iglesia católica que nació y ejerció el sacerdocio en el continente americano.

## Biografía

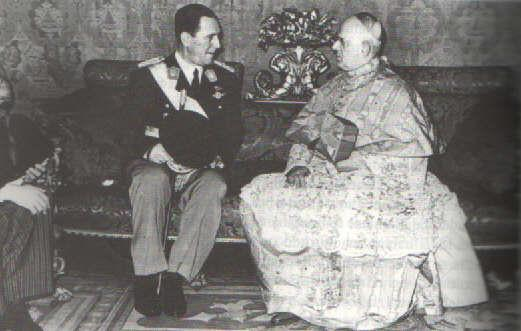
El cardenal Copello con el presidente Juan Domingo Perón

Nacido en el partido de San Isidro, Copello realizó sus estudios en el Colegio San José de Buenos Aires. Santiago Copello estudió en el seminario de La Plata y luego en la Pontificia Universidad Gregoriana en Roma antes de ser ordenado al sacerdocio el 28 de octubre de 1902. Se doctoró en Filosofía, en 1899, y en Teología, en 1903, año en que regresó a su país. Ejerció su labor sacerdotal en La Plata desde 1903 hasta 1918.
El 8 de noviembre de 1918, Copello fue nombrado Obispo auxiliar de la Arquidiócesis de La Plata y Obispo titular de Aulon. Recibió su consagración episcopal el 30 de marzo de 1919, de manos del Obispo Juan Nepomuceno Terrero, concelebrando los Obispos Francisco Alberti y José Orzali como co-consagrantes. El 15 de mayo de 1928 fue designado obispo auxiliar de la Arquidiócesis de Buenos Aires, y el 12 de junio se lo nombró vicario general. El 2 de agosto de 1932 llegó a ser vicario capitular, y posteriormente el 20 de septiembre del mismo año arzobispo de Buenos Aires.
El Papa Pío XI lo designó cardenal asignándole la iglesia titular de San Jerónimo de los Croatas en el consistorio del 16 de diciembre de 1935, por lo que fue el primer cardenal que nació y ejerció su sacerdocio en Argentina.Fue el arzobispo que creó más parroquias en la historia de Buenos Aires: 73 nuevas jurisdicciones en un cuarto de siglo que en su mayoría fueron construidas por el arquitecto Carlos Massa.
Organizó con éxito el Congreso Eucarístico Internacional de 1934, el primero celebrado fuera de Europa y de Estados Unidos, realizado en Buenos Aires bajo su organización. En 1935 Copello alcanza el capelo cardenalicio con el título de San Jerónimo de los Croatas, siendo el primer hispanoparlante americano en recibir tal distinción.
El 29 de enero de 1936 ascendió al rango de Cardenal Primado de la Argentina, y fue uno de los electores en el Cónclave papal de 1939 que eligió al Papa Pío XII. En noviembre de 1945, prohibió a los católicos argentinos apoyar partidos políticos o candidatos que promovieran la separación de la Iglesia católica del Estado Argentino, la eliminación de la enseñanza religiosa católica en las escuelas públicas, o la legalización del divorcio en las elecciones que se realizarían en febrero de 1946, dónde se enfrentaría el Partido Laborista con la Unión Democrática
 En los años posteriores Copello mantuvo su apoyo al gobierno del presidente 
Juan Domingo Perón
 hasta que el conflicto entre el gobierno y la Iglesia iniciado en 1954 hizo insostenible su posición. Después de participar de la primera reunión del Consejo Episcopal Latinoamericano (CELAM) de Río de Janeiro en 1955. Las relaciones que había tenido Copello con el gobierno peronista hizo que luego del derrocamiento de Perón por la dictadura autodenominada golpe de Estado del 16 de septiembre de 1955 debiera retirarse de Argentina y pasar sus últimos años en la Curia Romana.
En 1958 participó como Cardenal elector del cónclave en el cual resultó elegido el Papa Juan XXIII. Luego de veintiséis años de servicio como Arzobispo de Buenos Aires el 25 de marzo de 1959 renunció y fue nombrado hasta su muerte Canciller Apostólico. El 14 de diciembre de 1959 optó por la iglesia titular  de San Lorenzo in Damaso, tradicionalmente asignada al Cardenal Canciller de la Sede Apostólica. Desde 1962 a 1965, participó del Concilio Vaticano II. Ejerció como cardenal elector en el cónclave papal de 1963 que eligió al Papa Pablo VI.
Copello falleció en Roma a la edad de 87 años. Sus restos descansan hoy en la cripta de la Basílica del Santísimo Sacramento (Buenos Aires).
| Predecesor: José María Bottaro | Arzobispo de Buenos Aires 1932 - 1959 | Sucesor: Fermín Emilio Lafitte |